# 学校法人岡崎学園 (愛知県)
学校法人岡崎学園（がっこうほうじんおかざきがくえん）は、愛知県岡崎市に本部を置いていた学校法人である。1906年（明治39年）6月13日に愛知県知事より『岡崎裁縫女学校』の設置が認可された。2014年（平成26年）3月31日に学校法人河原学園に吸収合併され、解散した。

## 概要
時代の要請に応える優れた女性の醸成を目指すべく、長く家政科を持つ女子高等学校のみを運営してきたが、第3代理事長白井通義が拡大路線を図ったことにより、1大学1高等学校1中学校を擁する中規模学園に成長した（ただし、全校とも大幅な定員割れを起こしており、このうち『人間環境大学岡崎学園中学校』については2011年（平成23年）度より学生募集を停止することが決まった。）。

創設者一族による安定運営が続いていたが、知名度不足や近隣ライバル校との競争激化により、『人間環境大学岡崎学園中学校』が開設後わずか6年で学生募集を停止する等、学生募集で芳しくない状況が続き、2009年（平成21年）には経営破綻寸前の状況に追い込まれた。

このため、2010年（平成22年）4月1日に同じ岡崎市内に本拠を持つ服部グループの総帥で『学校法人服部学園』や『財団法人服部公益財団』を運営する服部良男を第4代理事長として招聘し（前理事長となった白井通義は新設された学園長に就任。）、地元商工界の協力も得て学園の再生を目指すこととなった。

しかし、その後も財務状況の悪化を食い止めることができず、優秀な教職員が次々と転退職する等の状況も続いたため、自力での再生を諦め、オーナーが同じ岡崎市出身者で破綻企業の支援を手掛け、英会話学校「NOVA」を運営する株式会社ジー・エデュケーションが筆頭株主の投資会社『いなよしキャピタルパートナーズ』に学園運営の参画を打診するに至った（2011年（平成23年）1月4日付で地元一部マスコミより報道された「「NOVA」大学設立」のニュースはこの大学のことを指している。）。
この動きは諸般の事情から結局合意には至らず、2010年（平成22年）11月には前述の第4代理事長服部良男が突如辞任を表明する等、学園運営で混乱を極める状況が続いたため、外部関係機関と再建に向けた協議を進め、結果、愛媛県松山市にある『学校法人河原学園』の傘下に入り、学園の再生を目指すことで決着が図られた。2011年（平成23年）4月2日、公式サイト上で平成23年3月23日付で第6代理事長として河原次瞭が就任したことが発表された（同時に『人間環境大学』学長の交代も発表している。）。
『岡崎裁縫女学校』の開校以来100年余り続いた学園は、愛媛県松山市にある『学校法人河原学園』との提携により、事実上幕を閉じることとなった（なお、この日に『人間環境大学岡崎学園中学校・高等学校』校長白井恵三（創立者の一族であり、第3代理事長白井通義の長男。）が2010年（平成22年）11月に第5代理事長として就任していたことが明らかとなった。）。
一連の経営危機について、地元教育業界からは「財務状況の悪化を食い止められなかった運営責任者や経理担当者の責任を徹底して追及するべきである。」「能力のない職員を管理職に登用する等、不適切な人事を実施したことで職場のモラルダウンと経営不振を招いた。」と指摘する声が出ている。
運営側の法令遵守意識が低いことで知られており、2011年（平成23年）には給料や諸手当、教員研究費の不払い、諸計画文書を学内規程で定める手続きを無視して一方的に策定する等の問題行為が、2013年（平成25年）には愛知県労働委員会から不当労働行為救済申立てに係る命令書の交付を受ける等の不祥事が次々と発覚している。
2013年（平成25年）10月に『学校法人河原学園』との合併が公表された。この合併には反対の署名活動が展開され、12万あまりの署名簿が法人側に届けられていた。

## 沿革
以下の記載の大半は、学校法人岡崎学園の公開沿革史および学校法人岡崎学園事業報告書による。
- 1906年（明治39年）6月13日 - 岡崎裁縫女学校の設置が認可され、愛知県額田郡岡崎町（現在の岡崎市）大字連尺59番戸に開校。本科、速成科を設置。校長は創立者の白井こう。
- 1913年（大正2年）6月 - 岡崎裁縫女学校の校舎を岡崎町梅園町81番戸に移転。
- 1917年（大正6年）
  - 9月 - 岡崎裁縫女学校の校舎を岡崎市門前町100番地に移転。
  - 12月 - 岡崎裁縫女学校に高等科を増設。
- 1920年（大正9年）3月 - 岡崎裁縫女学校に普通科を増設。高等科を研究科と改称。
- 1921年（大正10年）4月 - 岡崎裁縫女学校に師範科を増設。
- 1931年（昭和6年）9月 - 岡崎裁縫女学校を岡崎高等家政女学校に改称。生徒徽章を制定。
- 1942年（昭和17年）3月 - 財団法人岡崎高等家政女学校設置認可。
- 1947年（昭和22年）4月 - 岡崎晨星中学校を併設。
- 1948年（昭和23年）3月 - 岡崎高等家政女学校を岡崎家政高等学校に改称。校舎を現在位置の岡崎市稲熊町字3丁目110番地に移転。
- 1951年（昭和26年）3月 - 財団法人岡崎高等家政女学校を学校法人岡崎家政学園に組織変更。
- 1954年（昭和29年）11月 - 岡崎家政高等学校を岡崎女子高等学校に改称し、普通科を増設。岡崎晨星中学校廃止。
- 1957年（昭和32年）6月 - 学園創立50周年記念式を挙行。校母白井こう先生胸像を建立。
- 1974年（昭和49年）4月 - 岡崎女子高等学校敷地内に校舎本館が竣工。
- 1976年（昭和51年）10月 - 学園創立70周年記念式および母子像除幕式を挙行。
- 1981年（昭和56年）
  - 4月 - 岡崎女子高等学校敷地内に若草寮（学生寮）が竣工。
  - 11月 - 学校法人岡崎家政学園を学校法人岡崎学園に改称。
- 1986年（昭和61年）11月 - 学園創立80周年記念式および『愛』の碑除幕を挙行。
- 1988年（昭和63年）4月 - 岡崎女子高等学校敷地内に飛翔館（体育館）が竣工。
- 1990年（平成2年）4月 - 岡崎女子高等学校の家政科募集を停止。
- 1991年（平成3年）12月 - 岡崎学園国際短期大学設置認可。
- 1992年（平成4年）4月 - 岡崎女子高等学校を岡崎学園高等学校に改称。岡崎学園国際短期大学を岡崎市本宿町字上三本松6番地2に開学（国際文化学科、英米語学科）。
- 1996年（平成8年）6月 - 学園創立90周年および岡崎学園国際短期大学開学5周年記念式を挙行。
- 1997年（平成9年）11月 - 人間環境学研究所設置。
- 1998年（平成10年）4月 - 岡崎学園国際短期大学を男女共学化。
- 1999年（平成11年）
  - 4月 - 岡崎学園国際短期大学の学生募集停止。
  - 12月 - 人間環境大学設置認可。
- 2000年（平成12年）4月 - 人間環境大学開学（人間環境学部人間環境学科）。
- 2001年（平成13年）4月 - 岡崎学園高等学校を人間環境大学岡崎学園高等学校に改称。
- 2002年（平成14年）
  - 4月 - 人間環境大学岡崎学園高等学校を男女共学化。敷地内に校舎「黎明館」が竣工。
  - 5月 - 岡崎学園国際短期大学の廃止が認可され、閉学。
  - 12月 - 人間環境大学大学院設置認可。
- 2003年（平成15年）
  - 4月 - 人間環境大学大学院開設（人間環境学研究科人間環境学専攻修士課程）。
  - 12月 - 岡崎市大岩町に岡崎学園大岩グラウンド完成。
- 2005年（平成17年）4月 - 人間環境大学岡崎学園中学校開校。
- 2006年（平成18年）6月 - 学園創立100周年記念式を挙行。
- 2011年（平成23年）
  - 3月 - 学校法人河原学園との提携を開始。理事長には河原次瞭（同法人・学園長）が就任し、事実上河原学園グループの傘下となる[2]。
  - 4月 - 人間環境大学岡崎学園中学校、休校。
- 2014年（平成26年）3月 - 学校法人岡崎学園は解散。学校法人河原学園に吸収合併される（平成26年1月22日付文部科学省より認可）。

## 歴代理事長
- 白井こう
- 白井武夫
- 白井通義
- 服部良男
- 白井恵三
- 河原次瞭

## 設置機関
- 法人本部
  - 人間環境大学
  - 人間環境大学岡崎学園中学校・高等学校

## 廃止機関
- 岡崎学園国際短期大学
- 岡崎晨星中学校